# AGM-83 Bulldog
Bulldog ([ˈbʊldɑːɡ] с англ. — «бульдог», войсковой индекс — AGM-83) — американская тактическая управляемая ракета класса «воздух—поверхность». Предназначалась для решения различных тактических задач, поражения точечных целей. Была разработана компанией Texas Instruments в Далласе, штат Техас, по заказу ВМС США.

## История
Разработка
В 1970 году ВМС США заключили контракт с компанией Texas Instruments на разработку системы лазерного наведения для УРВП AGM-12 Bullpup. Новая ракета, названная созвучным именем Bulldog, была разработана в сотрудничестве с Исследовательским центром вооружения флота Главного управления вооружения ВМС США в Чайна-Лейк, штат Калифорния. В основу конструкции Bulldog были положены технические характеристики AGP-12B Bullpup A с новой боевой частью MK 19. Ракета могла наводиться на цель при помощи передовых авиационных наводчиков из числа военнослужащих Корпуса морской пехоты США, действующих в пешем порядке. 
Испытания
Лётные испытания со стрельбой по мишеням ракетами AGM-83A велись в 1971—1972 годах и были весьма успешными, ВМС планировали инициировать крупносерийное производство новых ракет, к тому времени уже были разработаны учебные средства и написаны руководства по эксплуатации для операторов бортового вооружения и передовых авиационных наводчиков. Однако в 1972 году было принято решение в пользу закупки ракет AGM-65C Maverick, реализующих технологию лазерного наведения с самолёта-носителя, соответственно проект Bulldog формально не будучи закрыт, прекратил финансироваться за счёт государственных средств и перспективы принятия ракеты на вооружение вскоре свелись к нулю.

## Тактико-технические характеристики
Источники информации : 
Общие сведения
- Самолёт-носитель — A-4, A-6, A-7 (ВМС/КМП) F-4, OV-10 (КМП)
- Категории поражаемых целей — Н/Д

Зона обстрела
- Дальность до цели — 11 км

Аэродинамические характеристики
- Аэродинамическая компоновочная схема — «утка»
- Маршевая скорость полёта — 1,8M (2222 км/ч)

Массо-габаритные характеристики
- Длина — 3200 мм
- Диаметр корпуса — 300 мм
- Размах оперения — 940 мм
- Масса — 280 кг

Боевая часть
- Тип БЧ — осколочно-фугасная с готовыми поражающими элементами, MK 19
- Масса БЧ — 113 кг
- Тип предохранительно-исполнительного механизма — дистанционного действия, радиолокационный, срабатывание на объём

Двигательная установка
- Тип ДУ — РДТТ на топливе длительного хранения, Thiokol LR58-RM-4
- Топливо двигателя — твёрдое, на долгохранимых компонентах
- Тяга двигателя — 53 кН (5443 кгс)